# Edmundo Villouta
Edmundo Villouta Concha (Mulchén, 17 de septiembre de 1926 - Angol, 4 de noviembre de 2020) fue un político chileno del Partido Demócrata Cristiano (PDC). Fue diputado por el distrito n.º 48 durante cuatro periodos consecutivos entre 1990 y 2006.

## Primeros años de vida
Fue hijo de Víctor Villouta Concha y Carmela Concha Cerda. Realizó sus estudios primarios en la Escuela N.° 1 de Angol, y los secundarios, en el Liceo de Hombres de Angol. Fue casado con Elvira Carpinello Pozzoli, con quien tuvo siete hijos. En el ámbito laboral se dedicó al comercio.

## Vida pública
Inició sus actividades políticas al incorporarse al Partido Demócrata Cristiano (PDC) y asumir el cargo de dirigente comunal, en 1958. En esa época participó en la primera campaña presidencial de Eduardo Frei Montalva.
En las elecciones municipales de 1960 fue elegido regidor y luego alcalde de Angol, ejerciendo por dos períodos en ambos puestos.
Fue elegido diputado en las elecciones parlamentarias de 1989 por la IX Región, Distrito N.° 48; correspondiente a Angol, Renaico, Collipulli, Ercilla, Los Sauces, Purén, Lumaco y Traiguén, para el período 1990-1994. Integró las Comisiones de Educación, Cultura, Ciencia y Tecnología, Deportes y Recreación y la Comisión de Economía, Fomento y Desarrollo. Además, fue miembro de la Comisión Especial de Pueblos Indígenas.
En las elecciones parlamentarias de 1993 fue reelecto por el mismo distrito para el período de 1994-1998. Siguió participando en las Comisiones de Educación, Cultura, Ciencia y Tecnología, Deportes y Recreación y en la Comisión de Economía, Fomento y Desarrollo y se incorporó a la Comisión de Régimen Interno, Administración y Reglamento. Fue, además, miembro reemplazante de las Comisiones de Relaciones Exteriores, Asuntos Interparlamentarios e Integración Latinoamericana, de Hacienda, de Salud, de Agricultura, Desarrollo Rural y Marítimo y de Recursos Naturales, Bienes Nacionales y Medio Ambiente. Simultáneamente, fue nombrado Jefe del Comité Parlamentario de su partido.
En las elecciones parlamentarias de 1997 fue nuevamente reelecto, para el período de 1998-2002. Formó parte de las Comisiones de Educación, Cultura, Deportes y Recreación y de la de Economía, Fomento y Reconstrucción. En diciembre de 2001, obtuvo su reelección como diputado en representación del, para el período 2002-2006. Durante este periodo fue segundo vicepresidente de la Cámara de Diputados, entre el 11 de marzo de 2002 y el 4 de junio de 2002.
En julio de 2004, integró las Comisiones de Ciencia y Tecnología; Derechos Humanos, Nacionalidad y Ciudadanía; Relaciones Exteriores, Asuntos Interparlamentarios e Integración Latinoamericana; Investigadora sobre tala ilegal del Alerce y Especial de Turismo. Integró también la Comisión Especial sobre Actuaciones de Funcionarios Públicos en el «Caso Matute Johns». Fue integrante además, de varios Grupos Binacionales Interparlamentarios: Argentina, Italia, Venezuela (siendo Presidente de este por varios años), Alemania, Gran Bretaña, Japón, China, Israel y Palestina.
Falleció el 4 de noviembre de 2020 a los 94 años en Angol.

## Historial electoral

### Elecciones parlamentarias de 1989
- Elecciones parlamentarias de 1989, para el Distrito 48, Angol, Collipulli, Ercilla, Los Sauces, Lumaco, Purén, Renaico y Traiguén[2]

### Elecciones parlamentarias de 1993
- Elecciones parlamentarias de 1993, para el Distrito 48, Angol, Collipulli, Ercilla, Los Sauces, Lumaco, Purén, Renaico y Traiguén[3]

### Elecciones parlamentarias de 1997
- Elecciones parlamentarias de 1997, para el Distrito 48, Angol, Collipulli, Ercilla, Los Sauces, Lumaco, Purén, Renaico y Traiguén[4]

### Elecciones parlamentarias de 2001
- Elecciones parlamentarias de 2001, para el Distrito 48, Angol, Collipulli, Ercilla, Los Sauces, Lumaco, Purén, Renaico y Traiguén[5]